# Charlotte Crome

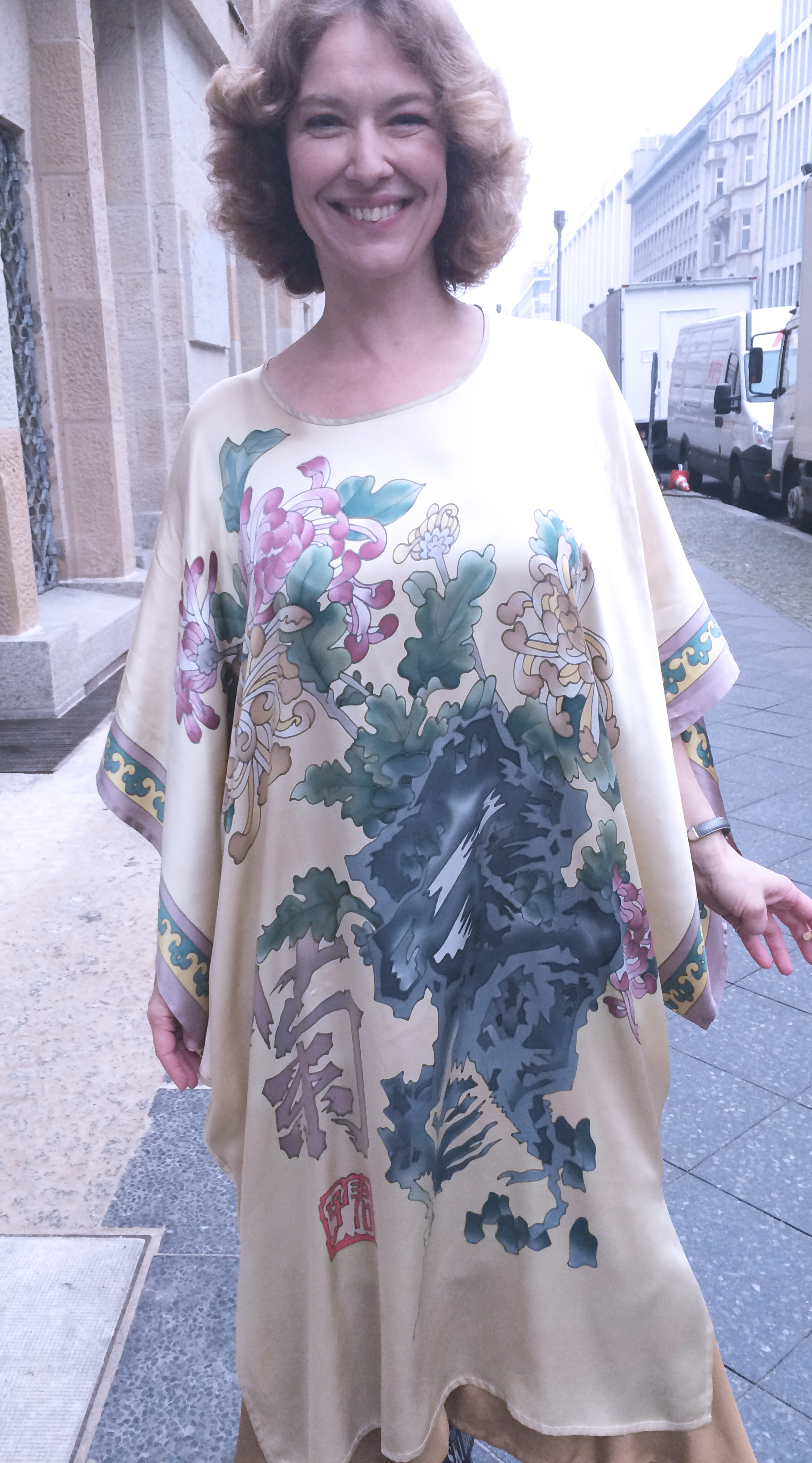
Charlotte Crome

Charlotte Crome (* 17. Januar 1966 in Wesel) ist eine deutsche Schauspielerin und Malerin.

## Leben
Charlotte Crome, Enkelin von Johann Friedrich Crome, studierte Kommunikationsdesign in Hamburg und Malerei in Venedig. Von 1997 bis 2000 folgte ein Schauspielstudium in Hamburg.
Seit 1996 war sie  in Fernsehserien wie Großstadtrevier, Adelheid und ihre Mörder und Die Pfefferkörner zu sehen. 2005 spielte sie in André Erkaus mehrfach ausgezeichnetem Film 37 ohne Zwiebeln. 2008 drehte sie mit Jonas Hämmerle und Oliver Korittke den Kinderspielfilm Das Morphus Geheimnis. 2015 spielte sie die „Cosima von Schwerin“ in der preisgekrönten RTL-Serie Deutschland 83.
Cromes Werke als Malerin sind seit 1990 in diversen Gruppen- und Einzelausstellungen gezeigt worden.

## Filmografie (Auswahl)
- 1998: Adelheid und ihre Mörder (Fernsehserie, 1 Folge)
- 1999: Gute Zeiten, schlechte Zeiten (Fernsehserie, 1 Folge)
- 1999–2000: Die Pfefferkörner (Fernsehserie, 4 Folgen)
- 2002: Balko (Fernsehserie, 1 Folge)
- 2002: Einsatz in Hamburg (Fernsehserie, 1 Folge)
- 2002: Bella Block: Im Namen der Ehre
- 2003, 2005: Die Rettungsflieger (Fernsehserie, 2 Folgen)
- 2003: Broti & Pacek – Irgendwas ist immer (Fernsehserie, 1 Folge)
- 2003: Wolffs Revier (Fernsehserie, 1 Folge)
- 2004: Im Namen des Gesetzes (Fernsehserie, 1 Folge)
- 2004: Kebab Connection
- 2004–2014: SOKO Leipzig (Fernsehserie, 4 Folgen)
- 2005: Das Duo – Blutiges Geld
- 2005: Eine andere Liga
- 2005: Weltverbesserungsmaßnahmen
- 2006: Die Sturmflut
- 2006: 37 ohne Zwiebeln (Kurzfilm)
- 2006: Zwei Herzen und zwölf Pfoten (Fernsehserie, 1 Folge)
- 2007: Free Rainer – Dein Fernseher lügt
- 2007: Hallo Robbie! (Fernsehserie, 1 Folge)
- 2008: Tatort – Borowski und die einsamen Herzen
- 2008: Treuepunkte
- 2009: In aller Freundschaft (Fernsehserie, 1 Folge)
- 2009: Summertime Blues
- 2010: Danni Lowinski (Fernsehserie, 1 Folge)
- 2010: Unkraut im Paradies
- 2012: Das Duo – Tote lügen besser
- 2013: Bella Block: Hundskinder
- 2013: SOKO Stuttgart (Fernsehserie, 1 Folge)
- 2013: Tatort – Feuerteufel
- 2015: Deutschland 83 (Fernsehserie, 3 Folgen)
- 2017: Alles Klara (Fernsehserie, 1 Folge)
- 2017: Großstadtrevier (Fernsehserie, 2 Folgen)
- 2017: Die Kanzlei (Fernsehserie, Folge Irrungen)
- 2017: Maybe, Baby!
- 2020: Notruf Hafenkante (Fernsehserie, Folge Wackeldackel)
- 2020: Das Geheimnis des Totenwaldes (Fernsehfilm)
- 2021: Wir bleiben Freunde (Fernsehfilm)
- 2021: WaPo Bodensee (Fernsehserie, Folge Family Business)
- 2022: Mittagsstunde
- 2022: In aller Freundschaft – Die jungen Ärzte (Fernsehserie, Folge Starterlaubnis)
- 2023: Hotel Mondial (Fernsehserie, 3 Folgen)
- seit 2023: Ostfrieslandkrimis (Fernsehreihe)
  - 2023: Ostfriesenfeuer
  - 2023: Ostfriesenwut
  - 2024: Ostfriesenschwur